# Anya Nya
O Anya Nya foi um exército paramilitar formado por rebeldes separatistas do sul do Sudão durante a primeira guerra civil sudanesa (uma guerra civil às vezes chamada de Anyanya I) iniciada em 1955. Anya Nya significa "veneno de cobra" em Madi.